# Reserva Natural de Marimetsa
A Reserva Natural de Marimetsa é uma reserva natural localizada no condado de Lääne, na Estónia.
A área da reserva natural é de 5083 hectares.
A área protegida foi fundada em 1964 para proteger as colinas Kullamaa Liivamäed e a Área de Conservação do Pantanal de Marimetsa. Em 2005, a área protegida foi designada como reserva natural.